# Kanton Izernore
Izernore is een voormalig kanton van het Franse departement Ain. Het kanton maakte deel uit van het arrondissement Nantua. Het werd opgeheven bij decreet van 13 februari 2014, met uitwerking op 22 maart 2015. Alle gemeenten werden toegevoegd aan het kanton Pont-d'Ain.

## Gemeenten

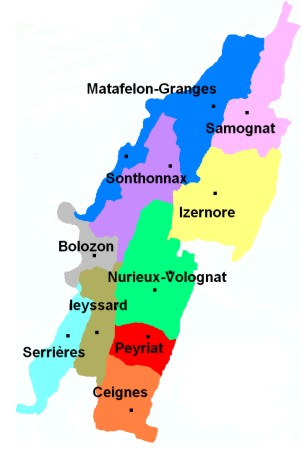
Ligging van gemeenten in het kanton

Het kanton Izernore omvatte de volgende gemeenten:
- Bolozon
- Ceignes
- Izernore (hoofdplaats)
- Leyssard
- Matafelon-Granges
- Nurieux-Volognat
- Peyriat
- Samognat
- Serrières-sur-Ain
- Sonthonnax-la-Montagne